# Efecto vampiro
Efecto vampiro es una película de acción y fantasía de 2003 dirigida por Dante Lam y Donnie Yen, protagonizada por Charlene Choi, Gillian Chung, Ekin Cheng, Edison Chen, Anthony Wong, Mandy Chiang, Josie Ho y Maggie Lau, con una aparición especial de Jackie Chan como el conductor de una ambulancia.

## Sinopsis
Un duque vampiro malvado busca matar y recolectar la sangre de una familia real de vampiros europeos con el fin de volverse todopoderoso. El último miembro sobreviviente de la familia, el Príncipe Kazaf, huye a Hong Kong con su sirviente, Prada. Allí, el agente inmobiliario Momoko los ayuda a vivir en una iglesia abandonada.
El cazador de vampiros Reeve está deprimido después de que su pareja, Lila, es asesinada por vampiros. Decide entrenar a la hermana menor de Lila, Gypsy, para heredar el deber de su hermana y luchar contra el duque vampiro. Sin embargo, la propia hermana de Reeve, Helen, ve a Gypsy como un rival.
Al mismo tiempo, Kazaf se encuentra con Helen y se enamora de ella, después de lo cual tiene la intención de llevar la vida de un ser humano, pero él es rastreado por el duque. Helen ayuda a Kazaf y le permite esconderse en su casa, donde más tarde son descubiertos por Gypsy. Mientras tanto, Reeve cae en la trampa del duque mientras caza vampiros. Helen y Gypsy unen sus fuerzas para salvarlo.

## Reparto
- Charlene Choi como Helen.
- Gillian Chung como Gypsy.
- Ekin Cheng como Reeve.
- Edison Chen como Kazaf.
- Anthony Wong como Prada.
- Mandy Chiang como Momoko.
- Josie Ho como Lila.
- Maggie Lau como Maggie.
- Jackie Chan como Jackie Fong.